# Maria, mare de Jesús
Maria, mare de Jesús (arameu: ܡܪܝܡ)  (Herodian Kingdom of Judea, c. 18 aC - valor desconegut i cap valor, segle I) va ser una jueva galilea del segle I de Natzaret, l'esposa de Josep i la mare verge de Jesús, segons els evangelis canònics i l'Alcorà.
Tant els evangelis de Mateu i Lluc del Nou Testament com l'Alcorà descriuen Maria com una verge, i com a promesa amb Josep, també a Mateu i Lluc. Segons la teologia cristiana, Maria va concebre Jesús a través de l'Esperit Sant quan encara era verge i va acompanyar Josep a Betlem, on va néixer Jesús.
Segons els ensenyaments cristians catòlics i orientals, al final de la seva vida terrenal, Déu va fer elevar el cos de Maria directament al cel; això es coneix a l'Occident cristià com l'Assumpció de Maria.
Maria ha estat venerada des del primer cristianisme, i és considerada per milions com la santa més meritòria en la religió. Es diu que ha aparegut miraculosament als creients diverses vegades al llarg dels segles. Les esglésies ortodoxa, catòlica, anglicana i luterana oriental i oriental creuen que Maria, com a mare de Jesús, és la Theotokos (Mare de Déu; Θεοτόκος). Hi ha una diversitat significativa en les creences i pràctiques devocionals marianes de les principals tradicions cristianes. L'Església catòlica té dogmes marians distintius, és a dir, la seva condició de Mare de Déu, la seva Immaculada Concepció, la seva virginitat perpètua i la seva Assumpció al cel. Molts protestants minimitzen el paper de Maria dins del cristianisme, basant el seu argument en la manca de suport bíblic per a qualsevol creença que no sigui el naixement virginal (en realitat una concepció virginal). Maria també té la posició més alta a l'islam entre totes les dones. És mencionada a l'Alcorà més vegades que al Nou Testament, on dos dels capítols més llargs de l'Alcorà estan dedicats a ella i a la seva família.

## Noms i títols

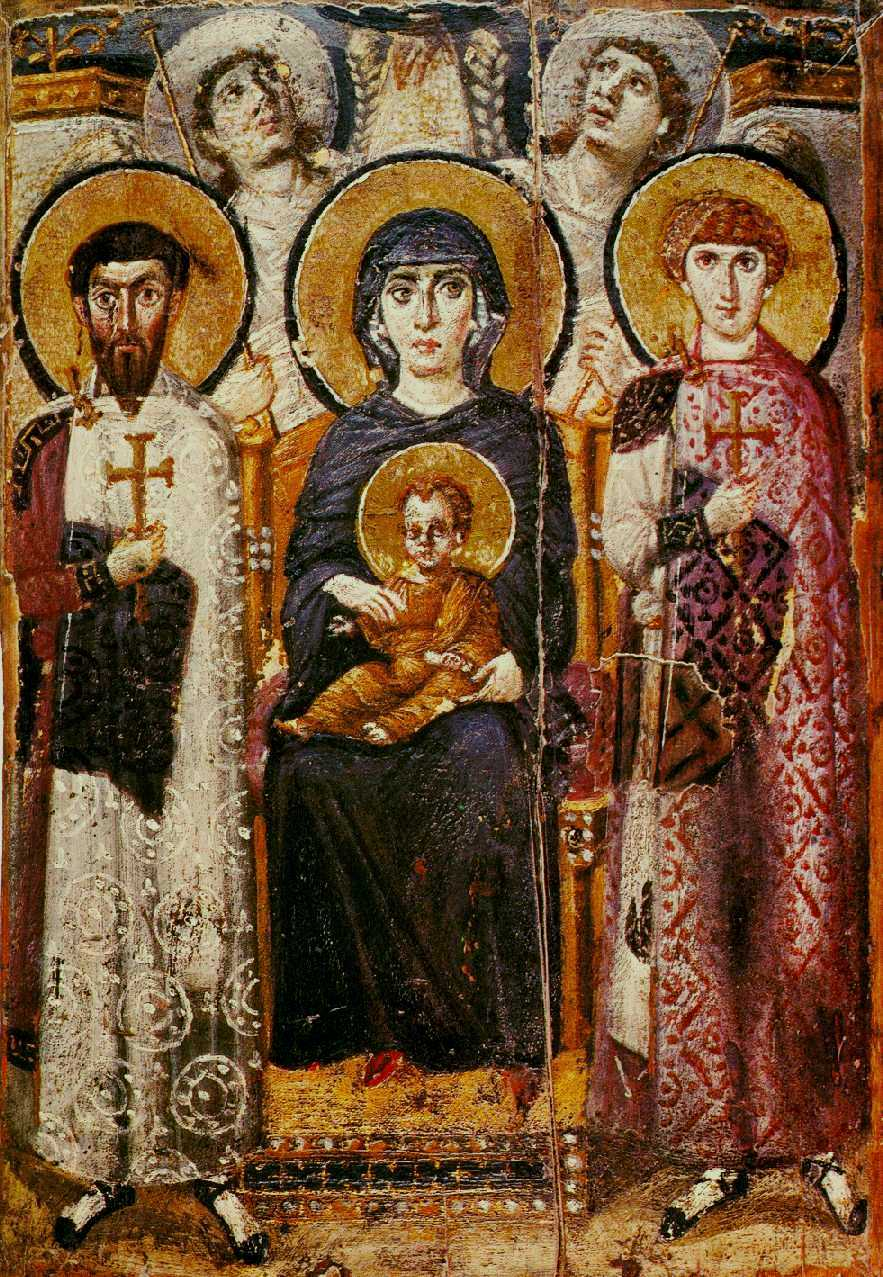
Verge amb el Nen amb àngels i Sants. George i Theodore. Icona, c. 600, del monestir de Santa Caterina

El nom de Maria en els manuscrits originals del Nou Testament es basa en el nom original en arameu, מרים, transliterat com a «Maryam» o «Mariam». El nom català «Maria» prové del grec Μαρία, una forma abreujada del nom Μαριάμ. Tots dos, Μαρία i Μαριάμ, apareixen al Nou Testament.

### En el cristianisme

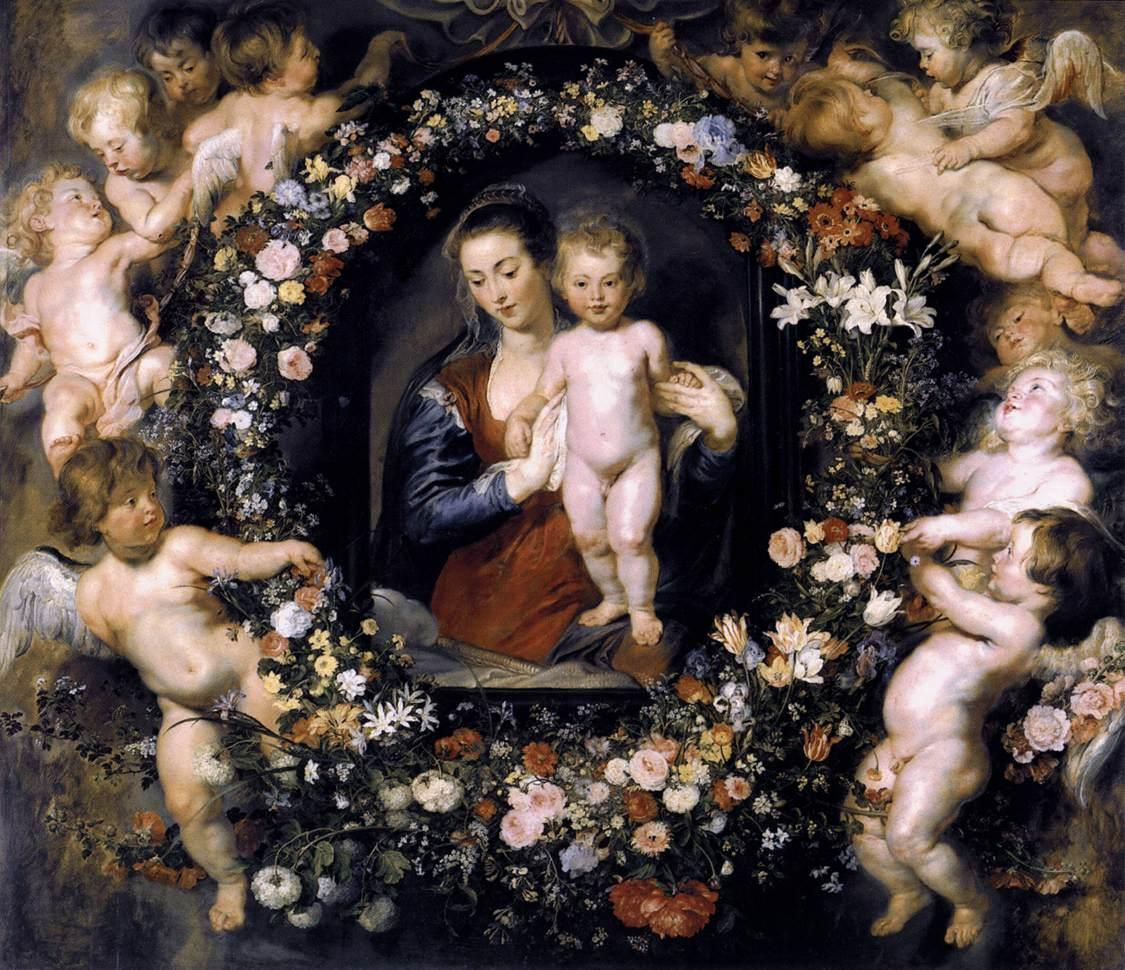
Madonna a la corona floral de Peter Paul Rubens amb Jan Brueghel el Vell, c. 1619

En el cristianisme, es coneix comunament a Maria com la Verge Maria, d'acord amb la creença que a través de l'acció de l'Esperit Sant va concebre el seu fill primogènit Jesús , miraculosament, sense relacions sexuals amb el seu promès o marit Josep, «abans que el seu fill [Jesús] nasqués» (Mt 1:25). Alguns estudiosos s'han plantejat si aquesta expressió deixa la porta oberta a interpretar que Josep i Maria tinguessin germans de Jesús després del seu naixement o no. Entre els seus molts altres noms i títols hi ha la Santíssima Mare de Déu (sovint abreujada a BMV, a partir del llatí Beata Maria Virgo), Santa Maria (ocasionalment), la Mare de Déu (principalment en el cristianisme occidental), Theotokos (principalment en el cristianisme oriental), Senyora (italià: Madonna) i Reina del Cel (llatí: Regina caeli), tot i que el títol de «reina del cel» va ser utilitzat durant segles abans com a epítet per a diverses deesses del cel antigues, com Nin-anna, Astarte, Ixtar o Astoret, la deessa del cel cananea que va ser adorada durant la vida del profeta hebreu Jeremies.
Els títols utilitzats varien entre anglicans, luterans, catòlics, ortodoxos, protestants, mormons i altres cristians.
Els tres títols principals de Maria utilitzats pels ortodoxos són Theotokos (grec antic: Θεοτόκος, vagament «Mare de Déu»), Aeiparthenos (grec antic: ἀειπαρθὲνος), tal com es va confirmar al Segon Concili de Constantinoble el 553, i a Panagia (grec antic: Παναγία). Els catòlics utilitzen una àmplia varietat de títols per a Maria, que al seu torn han donat lloc a moltes representacions artístiques. Per exemple, el títol «Mare de Déu dels Dolors» ha inspirat obres mestres com la Pietat de Miquel Àngel.
El títol Theotokos va ser reconegut al Concili d'Efes el 431. Els equivalents directes de títol en llatí són Deipara i Dei Genitrix, tot i que l'expressió es tradueix més sovint al llatí com a Mater Dei («Mare de Déu»), amb patrons similars per a altres idiomes utilitzats a l'Església llatina. Tanmateix, aquesta mateixa frase en grec (Μήτηρ Θεοῦ), en la forma abreujada ΜΡ ΘΥ, és una indicació que normalment s’adjunta a la seva imatge en icones romanes d'Orient. El Concili va afirmar que els Pares de l'Església «no van dubtar a parlar de la Verge com la Mare de Déu».
Alguns títols marians tenen una base escriptural directa. Per exemple, el títol de «Reina Mare» s'ha donat a Maria perquè era la mare de Jesús, de vegades anomenat «Rei dels Reis» a causa de la seva descendència ancestral del rei David. Altres títols han sorgit a partir de miracles reportats, apel·lacions especials o ocasions per convocar Maria.

### En l'islam
En l'islam, Maria és coneguda com Màryam (àrab: مريم, Maryam), mare del profeta Issa, Jesús, conegut justament com Issa ibn Màryam, «Jesús fill de Maria» (àrab: عيسى بن مري, ʿĪsà ibn Maryam). Sovint se la coneix amb el títol honorífic de Sayyidatuna, que significa ‘Nostra Senyora’; aquest títol és paral·lel a Sayyiduna (‘Nostre Senyor’), utilitzat per als profetes. Un terme relacionat amb el seu afecte és Siddiqa, que significa ‘la que confirma la veritat’ i ‘la que creu sincerament de manera completa’. Un altre títol per a Maria és Qànita, que significa tant ‘submissió a Déu’ com ‘absorció en la pregària’ i ‘invocació’ a l'islam. També se l'anomena Tahira, que significa ‘aquella que ha estat purificada’ i que representa la seva condició, compartida només amb un altre ésser humà en tota la Creació, de no haver estat tocada mai per Satanàs.

## Maria en la història
La majoria dels historiadors accepten que Jesús de Natzaret va ser un personatge històric. N'hi ha d'altres no accepten les històries miraculoses dels evangelis. Tres dels quatre evangelis canònics esmenten Maria, així com el llibre dels Fets dels Apòstols. L'evangeli segons Joan no esmenta el seu nom. L'Alcorà també esmenta Maria, encara que aquest va ser escrit més de sis segles després.
No obstant això, no hi ha cap referència ni informació verificable a més dels evangelis sobre l'existència i la vida de Maria. Existeix un evangeli no canònic del segle ii sobre la seva infantesa, l'Evangeli de Jaume. Gran part de les tradicions catòliques i ortodoxes estan centrades en la figura de Maria, i a través dels segles s'ha desenvolupat el culte marià basat en la fe, les tradicions dels Pares de l'Església i les seves interpretacions de les Escriptures, principalment de l'Apocalipsi.

## Maria segons les Escriptures

### Escriptures cristianes
Les Escriptures cristianes no donen gaire informació sobre la vida de Maria. D'acord amb el Nou Testament era parenta d'Elisabet, la qual era del llinatge d'Aaron. Vivia a Natzaret amb els seus pares quan es va comprometre amb Josep. Abans de les noces, l'arcàngel Gabriel li va anunciar que seria la mare del Messies profetitzat sent verge, per obra de l'Esperit Sant. (Aquest esdeveniment es coneix al cristianisme com "l'Anunciació" (el catolicisme la celebra el 25 de març, 9 mesos abans de Nadal). Després d'això, va visitar Elisabet, la qual vivia amb el seu marit Zacaries. Elisabet l'anomenà "mare del meu Senyor". Elisabet respon amb un himne de gratitud a Déu, anomenat Magnificat.
Tres mesos després Maria va retornar a casa seva. Un àngel li va dir a Josep que no rebutgés Maria per la seva condició. Poc després del decret d'August, Josep i Maria van anar a Betlem, on va néixer Jesús. Van circumcidar-lo el vuitè dia i el van presentar al temple, d'acord amb la tradició jueva. Els mags d'Orient van visitar la família, però la notícia del "nou rei dels jueus" va provocar la persecució i matança de nens per part d'Herodes, de la qual cosa Josep va ser advertit abans per un àngel i van fugir a Egipte. Quan Herodes morí, van retornar a Israel, establint-se a Natzaret.
Després d'això, Maria no apareix als Nou Testament, tret de situacions especials com ara el viatge al Temple quan Jesús tenia 12 anys, les Noces de Canà, quan Maria i els germans de Jesús volien parlar amb ell durant el seu ministeri, i a la creu. El llibre de Fets dels Apòstols ens diu que Maria estava present durant la Pentecosta. No hi ha més informació sobre la seva vida. D'acord amb la tradició cristiana, i a la petició de Jesús, l'apòstol Joan va cuidar d'ella.

### Tradició cristiana no canònica
D'acord amb l'evangeli apòcrif de Jaume, Maria era filla de Joaquim i Anna. Abans de la concepció de Maria, Anna era estèril, i els seus pares eren vells. De manera similar a la història de Samuel, la van presentar al Temple de Jesuralem quan Maria tenia tres anys. Encara que els cristians dels primers segles van considerar aquest evangeli com a apòcrif, i avui dia no pertany a la compilació del Nou Testament de cap denominació cristiana, les tradicions catòliques i ortodoxes consideren que les històries són verídiques o possibles.
D'acord amb l'Església Catòlica i l'Església Ortodoxa, 13 o 15 anys després de la mort de Jesucrist, Maria va morir a Jerusalem o a Efes, en presència dels apòstols. Dies després, quan els apòstols van visitar la seva tomba, la van trobar buida, i van concloure que havia ascendit en cos i ànima al cel (esdeveniment anomenat l'Assumpció). No obstant això, hi ha catòlics que afirmen que no va morir.

### Maria i l'Alcorà
Maria (Màryam) té una posició d'honor entre les dones de l'Alcorà. És l'única dona el nom de la qual apareix al llibre, i va ser declarada, amb Jesús (Issa), «Senyal de Déu per a la humanitat», qui va guardar la seva castedat, va ser obedient, i va ser escollida i dedicada a Déu abans de néixer, acceptada (l'única dona) al servei de Déu. Els relats de les sures de l'Alcorà són gairebé idèntics al relat de l'Evangeli segons Lluc, i ambdós comencen amb la visitació de l'àngel a Zacaries i l'anunciació del naixement de Joan (Yahya), seguit de l'anunciació del naixement de Jesús a Maria. Altres seccions són més similars als llibres apòcrifs del cristianisme, principalment de l'Evangeli del Pseudo-Mateu i de l'Evangeli de la infantesa de Jesús segons Jaume el Just.

## Teologia

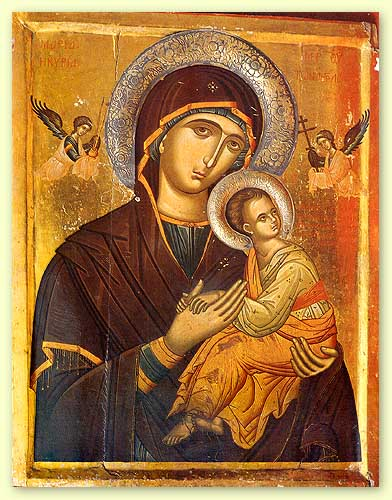
Icona representant Maria amb el Nen Jesús,, monestir de Santa Caterina del Sinaí

### Naixement virginal de Jesús
Totes les denominacions cristianes accepten la doctrina del naixement virginal de Jesús, confirmada pel credo apostòlic i el Credo de Nicea, els quals es refereixen a Maria, com la verge Maria. D'acord amb aquesta doctrina, Maria va concebre Jesús per obra de Déu Esperit Sant, i no pas per Josep. La negació d'aquest dogma és considerat una heretgia en el catolicisme, el cristianisme ortodox i el protestantisme.
Jesús no és l'únic fundador de religió que neix d'una mare verge, aquest miracle es dona en moltes religions orientals. Els crítics sostenen que els primers compiladors grecs estaven molt influïts per aquests cultes i que van voler donar a Jesús un lligam amb els grans herois religiosos coneguts pels públics. D'altres afirmen que tot és a causa d'un error de traducció. La paraula hebrea almah que es fa servir per referir-se a Maria significa 'verge' però també 'jove' (com apareix en la majoria les representacions artístiques). La interpretació jueva de la profecia afirma que el Messies ha de nàixer d'una dona jove, però que no cal que sigui verge. La traducció al grec la va transformar en el parthenos, que només té el primer sentit.

### Virginitat perpètua de Maria
El catolicisme i l'ortodòxia de l'est ensenyen que Maria era verge abans, durant i després del naixement de Jesús. La majoria dels protestants avui dia creuen, però, que Maria era verge quan va donar a llum Jesús, el qual va ser concebut per obra de l'Esperit Sant, però que després va tenir fills de Josep, atès que el Nou Testament esmenta els germans de Jesús, i Jaume, en la seva epístola, és considerat el germà de Jesús. Els catòlics, però, consideren que el terme «germà» de Jesús, en el Nou Testament fa referència als cosins o potser germanastres de Jesús, fills de Josep d'un matrimoni previ al matrimoni amb Maria. El catolicisme associa aquesta virginitat perpètua amb la puresa i per això la vesteixen sempre amb els colors blau i blanc.

### La immaculada concepció de Maria
El concepte de la Immaculada Concepció de Maria, és una doctrina del catolicisme que afirma que Maria va ser preservada per Déu del pecat original quan va ser concebuda, raó per la qual no va ser afligida pel pecat ni de la privació de la gràcia de santedat, i va viure una vida lliure de pecat. Aquest concepte va ser afirmat com a dogma pel papa Pius IX el 8 de desembre, 1854, encara que aquest concepte s'havia originat segles abans. El protestantisme, per contra, rebutja aquesta doctrina, principalment basada en el «Magnificat», ja que Maria canta «el meu esperit s'alegra en Déu mon salvador», que per a ells, mostra que Maria també necessitava al salvador. A més, consideren que tots els éssers humans neixen amb una naturalesa de pecat, i necessiten l'obra redemptora de la creu, inclosa Maria. Jesús, d'acord amb els protestants, per virtut de la concepció de l'Esperit Sant va ser l'únic home que va ser lliure de pecat, i per tant, podia prendre el lloc de càstig i de mort de la humanitat per causa dels seus pecats i vèncer a la mort, ressuscitant i prometent resurrecció als que creuen en la seva obra de redempció. Si Maria havia estat una dona amb gràcia especial sobre el pecat, doncs, per a la teologia protestant, el sacrifici de Jesús no és global, ja que una gràcia especial podia restaurar la condició de pecat de l'home sense necessitat d'aplicar la justícia divina (mort) sobre el pecat de tota la humanitat. Un dogma paral·lel és el de l'assumpció, que indica que Maria va pujar al cel en cos i ànima i no sols en ànima com la resta de persones.

### Mare de Déu
Els primers cristians consideraven que Maria era la mare de Jesucrist, Déu Fill, en la Terra. Després del III concili ecumènic, el Concili d'Efes, el 431 dC, es va considerar correcte referir-se a Maria com a theotokos, 'mare de Déu', per a emfatitzar que Jesucrist era Déu (segona persona de la Trinitat), en oposició al nestorianisme, l'arrianisme i altres heretgies que negaven l'essència divina de Jesús. No obstant això, aquest títol va crear confusió, i va ser objecte de controvèrsia entre els cristians d'aquella època, i posteriorment entre protestants i catòlics, ja que suposava la superioritat i preeminència de Maria sobre l'eternitat de Déu. Per als protestants Maria és mare de Jesús, la dona per mitjà de la qual Déu Fill va arribar a la Terra, però que no és Mare de Déu (trinitat).

## Veneració
El catolicisme i el cristianisme ortodox accepten la veneració a Maria, la qual es realitza per mitjà de l'oració i intercessió (o que ella fa intercessió de les peticions dels homes davant Jesús), així com càntics, poemes, pintures i icones. També es prosternen davant estàtues o imatges en senyal de respecte i veneració. Maria també rep títols d'exaltació superior a tots els sants, i que els protestants atribueixen a Jesús. El segon concili vaticà (1962-1965) van descriure Maria com a ésser superior a tots els éssers creats, inclosos els àngels, superant totes les criatures al cel i a la terra. No obstant això, l'anàlisi final la declara humana i no pas divina en la seva naturalesa. L'increment en la força del culte a Maria va començar en l'edat mitjana, principalment per mitjà de Bernat de Claravall. «Bernat va declarar que la Verge és la manera reial per mitjà de la qual el Salvador ve a la nostra vida».
El protestantisme, al contrari del que s'afirma sovint, no rebutja la veneració ni el respecte degut a Maria (ni als sants), En canvi, sí que rebutja la intercessió dels sants i de la Mare de Déu: no creuen que puguin escoltar ni fer miracles des del cel, ja que això implica que ella (i els sants) comparteixen els atributs divins que només pertanyen a Déu, com ara l'omnisciència (poden escoltar les pregàries de tota la humanitat, fins i tot pregàries mentals), omnipresència (poden escoltar i respondre pregàries dels homes de tot el món) i omnipotència (si els miracles són fets per ells i no pas per Déu mateix). D'altra banda, és la persona qui ha de parlar directament amb Déu, sense necessitar la intercessió de ningú.

## Iconografia
Maria és un tema recurrent en l'art cristià i tot i que apareix en gran varietat de formes i estil, es poden sintetitzar algunes de les representacions més freqüents:
- Escenes de la vida de Maria i Jesús
  - L'Anunciació
  - La Visitació
  - Maria al pessebre de la Nativitat
  - Fugida a Egipte
  - Passió i crucifixió de Jesús
  - Assumpció de Maria
  - Coronació de Maria
- Representacions de la figura mariana
- Pietà
- Mare amb el nen
  - Sedes sapientiae
- Maiestas Mariae